# كاميلا ميتشيفيتش
كاميلا ميتشيفيتش مواليد 8 سبتمبر 1994 في هايدنهايم، هي لاعبة كرة يد كرواتية تلعب كظهير أيسر. مثلت منتخب كرواتيا لكرة اليد للسيدات.

## سجل المنافسة
شاركت في البطولات التالية:
- بطولة أوروبا لكرة اليد للسيدات 2014
- بطولة أوروبا لكرة اليد للسيدات 2016